# 火腿腸

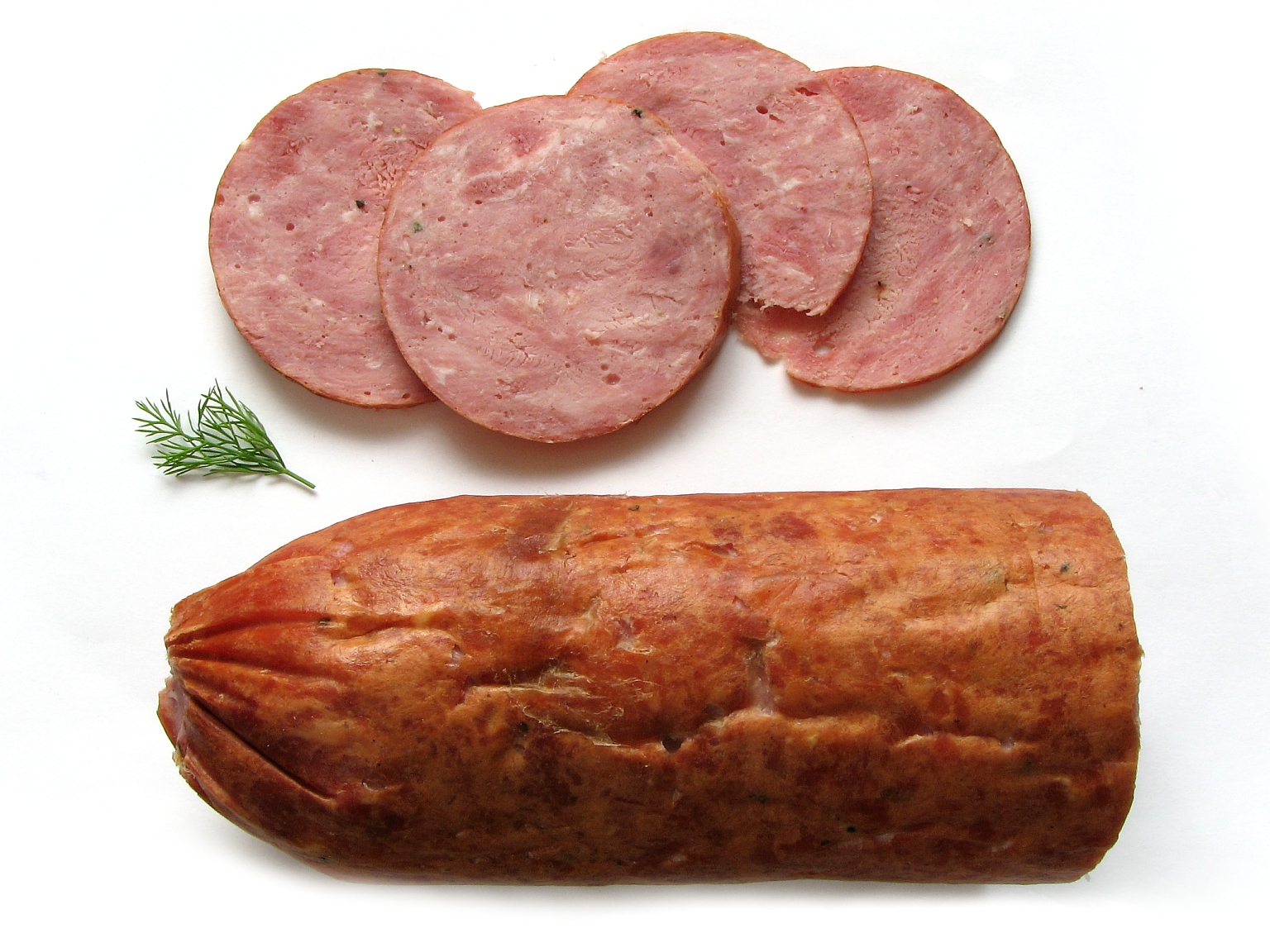
Kiełbasa szynkowa是一种波兰火腿肠

火腿肠是用火腿和其他配料制成的肉腸。中国、德国、波兰和美国等地均有火腿肠這一類食物。各地的火腿肠配料有所不同。火腿肠也是一种能被大量生產的食品。

## 国家

### 中国

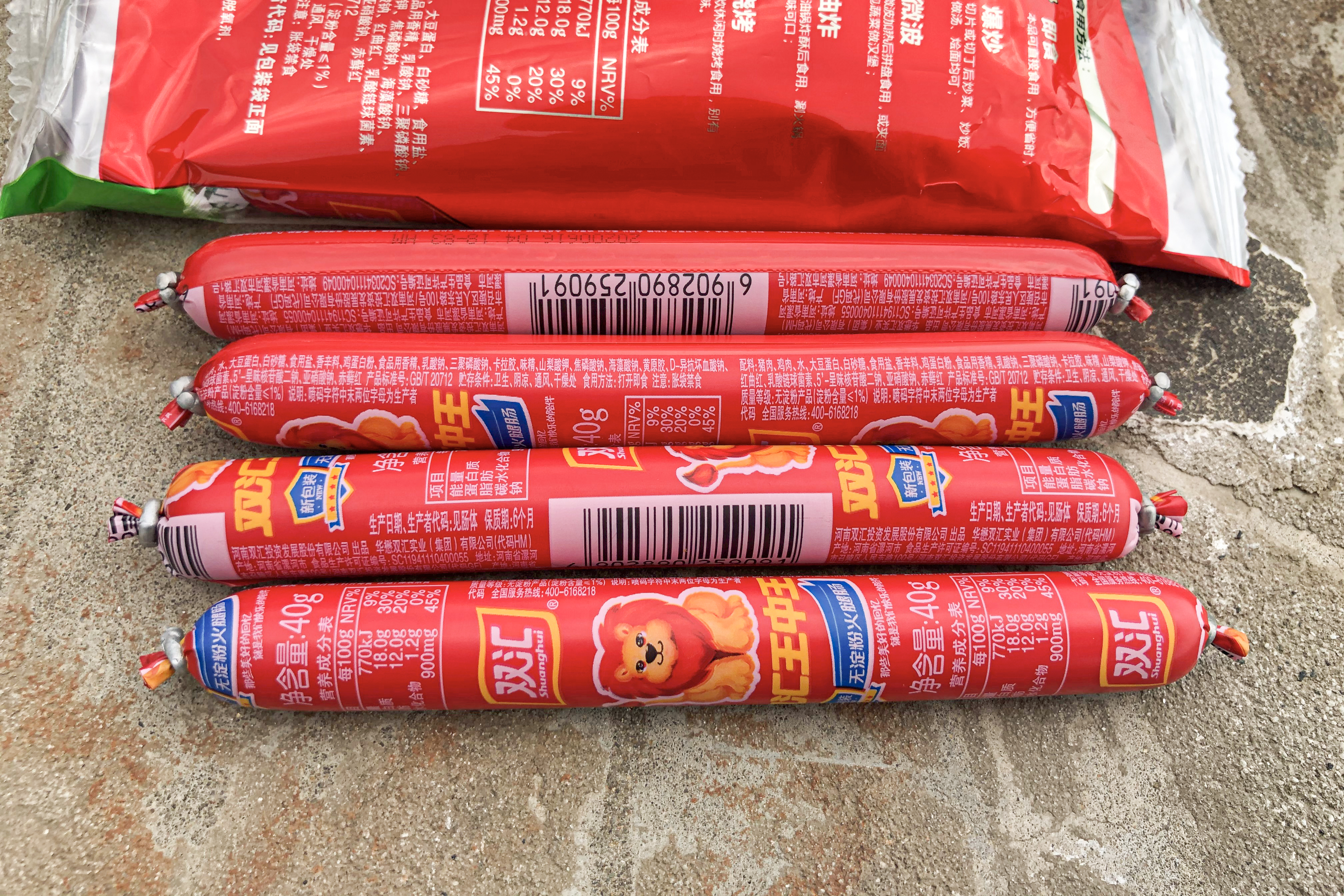
双汇集团的火腿肠

中国是一個火腿腸生产和消费大國。中国的火腿肠是肉和淀粉的混合物並且還混有低浓度的水、植物油、盐、味精等食品添加剂。中国生产的火腿肠少量出口到日本（2004年约为 0.02%）。淀粉肠是火腿肠的一大变种，最早在台湾流行，后逐渐风靡于中国大陆。

### 德國

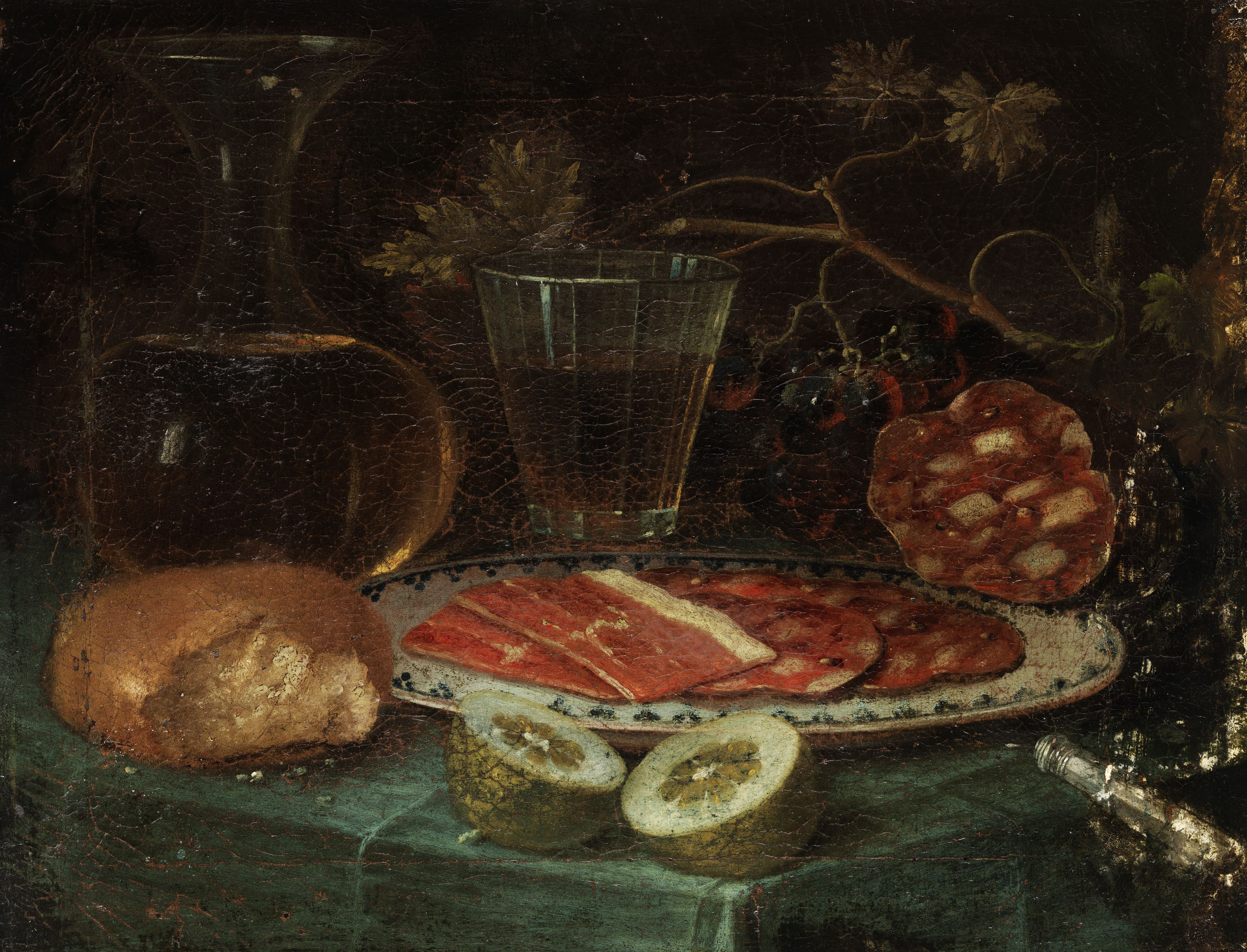
Still life with ham platter. Italo-Flemish, 17th century. Slices of ham sausage are on the right.

在德國菜中，火腿腸 (Schinkenwurst) 是由火腿與不同數量的培根、豬肉末、牛肉、肉邊角料、大蒜和香料混合製成。 將混合物塞入腸衣，可以燻製，也可以水煮。 火腿腸可以透過將醃製溶液塗抹到火腿上來醃製，這個過程可以用機器來完成。 火腿腸因含有火腿和培根碎片，因此呈現大理石花紋的外觀，將產品切片時即可觀察到。 德國火腿腸可以切片然後燒烤或油炸，也可用作湯和燉菜的配料。

### 義大利
Soppressata是一種義大利乾醃莎樂美腸，有時也使用火腿製作。